# Марија Срдић
Марија Срдић (рођена 1965. у Кикинди) је новинарка, феминисткиња и мировна активисткиња која живи и ради у Новом Саду.

## Младост
Рођена је 1965. године у Кикинди. Студирала је Филозофски факултет у Београду. 

## Професионални рад
Од 1998. године радила је у медијима на позицијама од сараднице, новинарке до главне уреднице. НИН, Yutel, Belle Ami radio (Ниш), РТВ ВК (Кикинда) су само неке од бројних редакција у којима је оставила неизбрисив траг. Oд 2016. бави се самосталним консултантским радом y области медија у агенцији Мисија СМАРТ и активна је у подршци жена предузетница. 
Пројекти у области афирмације женских људских права и родне равноправности у чијем је стварању учествовала: 
- Успостављање институционалних механизама за родну равноправност у општинама Севернобанатског округа (2003);
- Локална политика на женски начин (2004);
- Академија женског предузетништва (2005—2006);
- Комуникација-Толеранција-Акција (2007);
- Економско оснаживање жена из Ромских заједница (2007);
- Увођење родне анализе у буџет општине Бачки Петровац” (2007/2008);
- ”Време је за буџет по женској мери” (2009);
- ”Жене и интеркултурални дијалог” (2008-2009.)
- ”Саветовалиште за правну и психосоцијалну помоћ женама које су претрпеле насиље” (2009-2011);
- ”Нове војвођанске преузетнице” (2010);
- ”Истраживање о положају жена у спорту у Аутономној покрајини Војводини” (2010-2011);
- ”Слика жене у спорту – промена медијске праксе” (2011-2013);
- ”Ка унапређењу услуга за жене на локалном нивоу” (2013-2014).

Пројекти у области политике за младе и родне сензибилизације младих у чијем је стварању учествовала: 
- Јачање улоге младих у парламенту и процесу доношења одлука (2004);
- Нови оптимизам (2005—2006)
- ”Сними свој идентитет” (2007);
- ”Европска политика за младе – укључивање у програм YиА” (2008)
- „Европски волонтери – снага сарадње“ (2009);
- „Спречимо дискриминацију и насиље над девојчицама и девојкама“ (2013-2015)

Од 2002. године активно ради као едукаторка у оквиру Новосадске новинарске школе, Центра за подршку женама, Академије женског предузетништва. Од 2013. године једна је од организаторки и тренерица Академије женског лидерства чијим програмима и развојем  управљају три организације са великим искуством у области женских људских права и политичког образовања: Фондација БФПЕ за одговорно друштво, Центар за подршку женама и Центар модерних вештина. Центар за подршку женама уз Савез антифашиста Војводине, Независно друштво новинара Војводине, Хрватски грађански савез, Војвођански клуб, Зелена мрежа Војводине, Војвођанска политиколошка асоцијација, Центар грађанских вредности, Центар за интеркултуралност, Нови Оптимизам, Хелсиншки одбор за људска права у Србији, Војвођански грађански центар и Војвођански културни клуб „Васа Стајић” чини Антифашистичку коалицију. 

## Активистички рад
Од 2006 године, делује у оквиру организације  Центар за подршку женама у Кикинди чија је суоснивачица и директорка. Од 2012. активна је и  унутар мреже СОС Војводина коју поред Центра за подршку женама чини и пет других женских организација (...ИЗ КРУГА - ВОЈВОДИНА и СОС Женски центар из Новог Сада, Женска алтернатива из Сомбора, Удружење Рома Нови Бечеј – СОС телефон на језицима националних мањина и Зрењанински едукативни центар) које пружају директну бесплатну подршку женама са искуством породичног или партнерско насиља на територији Војводине. 
На календару организације Кардан из 2021. године, Марија Срдић обележава месец јануар. 

## Награде
2004 - Покрајинска награда за равноправност полова, коју додељује Покрајинска влада Војводине, Покрајински секретаријат за привреду, запошљавање и равноправност полова.